# Rolls-Royce Falcon
Rolls-Royce Falcon byl letecký motor používaný v druhé polovině první světové války. Konstrukce vycházela z typu Rolls-Royce Eagle, šéfkonstruktérem byl R. W. Harvey-Bailey.
Motory Falcon byly vyráběny od roku 1916 do roku 1927, celkem bylo postaveno 2185 kusů (250 motorů Falcon I, 250 kusů Falcon II a 1685 kusů Falcon III), většina byla vyrobena továrnou Rolls-Royce v Derby (verze Falcon II a III, část motorů Falcon I byla vyrobena u firmy Brazil Straker). Motory Falcon mj. poháněly letouny Avro 529, Blackburn T.R.1 Sprat, Blackburn Kangaroo, Blackburn G.P. Seaplane, Martinsyde F.3, Parnall Perch či slavné dvoumístné dvouplošné stíhačky Bristol 14 F.2B Fighter.

## Sériově vyráběné verze
Rolls-Royce Falcon I (Rolls-Royce 190 hp, Mk.I) o vzletovém výkonu 230 hp

Rolls-Royce Falcon II (Rolls-Royce 190 hp, Mk.II) o vzletovém výkonu 250 hp

Rolls-Royce Falcon III (Rolls-Royce 190 hp, Mk.III) o vzletovém výkonu 285 hp

## Použití
Údaje dle
- Armstrong Whitworth F.K.12
- Avro 523C Pike
- Avro 529
- Blackburn G.P. Seaplane
- Blackburn Kangaroo
- Blackburn Sprat
- Bristol F.2 Fighter
- Curtiss H-12
- de Havilland DH.37
- Fairey F.2
- Fairey F.127
- Martinsyde F.3
- Martinsyde R.G
- Martinsyde F.4 Buzzard
- Parnall Perch
- Vickers F.B.14
- Vickers Viking
- Vickers Vendace
- Vickers Vedette
- Westland Limousine
- Westland Wizard

## Technická data motoru Rolls-Royce Falcon III
- Typ: pístový letecký motor, čtyřdobý zážehový vodou chlazený vidlicový dvanáctiválec (bloky válců svírají úhel 60 stupňů), vybavený reduktorem

- Vrtání válce: 4,00 in (101,6 mm)
- Zdvih pístu: 5,75 in (146,05 mm)
- Zdvihový objem motoru: 867 cu.in. (14,209 litru)
- Celková plocha pístů: 972,9 cm²
- Převod reduktoru: 1,698
- Kompresní poměr: 5,30
- Rozvod ventilový
- Zapalování čtyřmi magnety Watford
- Příprava směsi: čtyři karburátory Rolls-Royce (Claudel-Hobson) s průměrem difuseru 38 mm
- Mazání tlakové
- Délka motoru: 1656 mm
- Šířka motoru: 975 mm
- Výška motoru: 1067 mm
- Hmotnost suchého motoru: 324,3 kg
- Výkony:
  - vzletový: 285 hp (212,5 kW) při 2200 ot/min
  - maximální: 288 hp (214,8 kW) při 2300 ot/min